# Tomar-Tu
Tomar-Tu es un Linterna Verde proveniente del planeta de Xudar del Universo DC. Fue creado por Gerard Jones y patrullaba el Sector Espacial 2813.

## Historia
Tomar-Tu fue reclutado por Hal Jordan durante su estadía en el Mundo Mosaico. Fue uno de los defensores principales de Oa cuando Jordan atacó a los Guardianes del Universo. Durante la batalla, fue derrotado y abandonado por muerto.
En Green Lantern (vol. 4) N° 10 (mayo de 2006), Tomar se estrella en medio de una ceremonia en la que se encontraban Jordan y otros dos pilotos de la Fuerza Aérea, el coronel Shane Sellers y la capitán Jillian Peralman. En el siguiente número (junio de 2006), Hal Jordan y Guy Gardner (cómic) descubrieron que había estado prisionero de los Manhunters (junto con Laira, Kreon y otros) pero había escapado recientemente para matar a Jordan por venganza.
Tomar-Tu tiene el mismo nombre que el antiguo miembro de los Corps, Tomar-Re, y proviene del mismo planeta.